# Битва в Яванському морі
Битва в Яванському морі — морська битва, що відбулася 27 лютого 1942 року між флотом ABDA (Голландії, США, Англії та Австралії) і японським флотом під час Голландсько-Ост-Індської операції на Тихоокеанському театрі бойових дій Другої Світової війни.
До кінця лютого 1942 року японці вже захопили північну частину Малайського архіпелагу та готувалися до захоплення Яви, найважливішого острову, на якому знаходилася столиця Голландської Ост-Індії — Батавія.
Значною проблемою Союзників була катастрофічна нестача авіації. По кількості літаків японці мали перевагу над супротивником більш ніж в 10 разів. 27 лютого американський авіатранспорт «Ленглі» з 40 винищувачами на борту, на які покладали великі надії, був потоплений японцями. В даних умовах навіть досить численний союзний флот був приречений на поразку.

## Хід бою
Отримавши інформацію про появу японських конвоїв з десантом на Яву недалеко від острова, ударна ескадра Союзників під командуванням контр-адмірала Доормана вийшла в море.
Перед останнім боєм з'єднання мало в своєму складі:
- 5 крейсерів: голландські «Де Рейтер» (флагман) і «Ява», американський «Х'юстон», англійський «Ексетер» та австралійський «Перт»;
- 9 есмінців: голландські «Вітте де Вітт» і «Кортенар», англійські «Джюпіте», «Електра», «Енкаунтер», американські «Едвардс», «Олден», «Форд» і «Пол Джонс»

27 лютого в 16:10 головні британські есмінці першими побачили японців. Японці до того часу завдяки своїй розвідувальній авіації вже знали точну позицію кораблів Союзників.
Склад японського з'єднання:
- перша група: крейсер «Дзінцу», есмінці «Юкікадзе», «Токіцукадзе», «Амацукадзе», «Хацукадзе»;
- другу групу складали важкі крейсери «Наті» і «Хагуро», а також есмінці «Усіо», «Садзанамі», «Ямакадзе» і «Кавакадзе»;
- західніше рухалась третя група: крейсер «Нака», а також есмінці «Асагумо», «Мінегумо», «Мурасаме», «Самідаре», «Харусаме» і «Юдачі»[1].

На початку битви, в 16:30 крейсер «Де Рейтер» отримав пряме влучання японського снаряду. Через деякий час 6 японських есмінців пішли в торпедну атаку. В 17:10 англійський крейсер «Ексетер» отримав пряме влучання 203-мм снаряду. 6 із 8-ми котлів крейсера були виведені з ладу, загинуло 14 осіб. В 17:15 був торпедований есмінець «Кортенар». Англійські есмінці намагалися прикрити відхід пошкодженого «Ексетера». Один з них — «Електра» важко пошкодив один з кораблів супротивника, але сам отримав значні пошкодження і потонув.
Основна частина ескадри на всіх парах рушила на схід, а потім повернула на північ. Проте японська авіація слідкувала за переміщеннями Союзників і як тільки їх дії почали загрожувати транспортам на горизонті з'явилися японські кораблі. В 19:30 4 японських крейсери відкрили вогонь. У 20:10 контр-адмірал Доорман повернув своє з'єднання на південь, до Яви. У 21:30 англійський есмінець «Джюпіте» був торпедований японським підводним човном (за іншою версією підірвався на міні).
У 23:15 знову з'явилися японські важкі крейсери. Відновилася запекла перестрілка, під час якої голландські крейсери «Де Рейтер» та «Ява» отримали спочатку артилерійські, а потім і торпедні влучання та потонули. Своїм останнім наказом адмірал Доорман заборонив підбирати екіпажі «Де Рейтера» і «Яви» щоб не піддавати небезпеці залишки своєї ескадри.
Решта кораблів ударного з'єднання на повній швидкості відійшла в порт Таджунг-Пріок (Батавія).
Союзники не змогли зупинити конвої з японськими військами, що рухалися до Яви. Більша частина ударного з'єднання загинула. Загинув і контр-адмірал Доорман. Японський флот при цьому не зазнав значних втрат.